# Ене Микелсон
Ене Микелсон (на естонски: Ene Mihkelson) е естонска литературна критичка, поетеса и писателка на произведения в жанра лирика и социална драма.

## Биография и творчество
Ене Микелсон е родена на 21 октомври 1944 г. в селската община Имавере, окръг Вилянди, ЕССР. Учи в Рагавере, в Карица и завършва средно образование в интернат в Раквере през 1963 г. В периода 1963 – 1968 г. следва естонска филология в Тартуския държавен университет.
След дипломирането си, в периода 1968 – 1969 г. работи като учител в гимназията във Вьону, а в периода 1969 – 1979 г. е научен сътрудник в Естонския литературен музей.
Първата ѝ книга, стихосбирката „Неговите зимни думи“ (Selle talve laused), е издадена през 1978 г. Издадени са общо 13 нейни стихосбирки. Поезията ѝ включва много инверсии и алегории и метафизични теми. Първият ѝ разказ „Грегор“ е публикуван в литературното списание Looming през 1980 г., в което тя публикува стиховете и рецензиите си. След издаването на първите ѝ две стихосбирки преминава на свободна практика. През 1979 г. става член на Съюза на естонските писатели.
Основни теми в творчеството ѝ са естонската митология, естонската история и идентичността. Нейната литературната естетика се счита за една от най-оригиналните в естонската литература.
Романите ѝ „Сънят на Ахашвер“ (Ahasveeruse un) от 2001 г. и „Чумна гробница“ (Katkuhaud) се оценят като едни от най-значимите естонски романи. Те третират темата за изборите, които естонците имат след Втората световна война под съветската окупация.
През 2006 г. писателката е удостоена с Хердеровата награда, а през 2010 г. с наградата за литература на Балтийската асамблея.
Ене Микелсон умира на 20 септември 2017 г. в Тарту, Естония.
На 12 май 2018 г. е учредена нестопанската организацията „Обществото Ене Микелсон“, което създава фондация „Ене Микелсон“ към Тартуския културен фонд. През 2019 г. фондацията учредява награда на нейно име, която има за цел да подчертае произведения, публикувани в естонските културни медии, които са допринесли за оценяването на литературното творчество в естонското общество и за разширяване на границите на съвременната естонска култура и литература.

## Произведения

### Поезия
- Selle talve laused (1978)[4][1][2][3]
- Ring ja nelinurk (1979)
- Algolekud (1980)
- Tuhased tiivad (1982)
- Igiliikuja (1985)
- Tulek on su saatus (1987)
- Elujoonis (1989)
- Võimalus õunast loobuda (1990)
- Hüüdja hääl. Luuletusi 1988 – 1991 (1993)
- Pidevus neelab üht nuga (1997)
- Kaalud ei kõnele: valitud luuletusi 1967 – 97 (2000)
- Uroboros, koostanud Kajar Pruul (2004)
- Torn (2010)

### Проза
- Matsi põhi, romaanid Matsi põhi ja Kuju keset väljakut (1983)[4]
- Korter (1985)
- Nime vaev (1994)
- Surma sünnipäev. Novelle ja laaste (1996)
- Ahasveeruse uni (2001)
- Katkuhaud (2007)

### Документалистика
- Kirjanduse seletusi. Artikleid ja retsensioone 1973 – 1983 (1986)[4]

## Награди
- 1994 – Годишна награда на Естонския културен фонд за литература – за поетичния сборник „Гласът на викащия“ (Hüüdja hääl)
- 1994 – Награда за поезия „Юхан Лийви“ (за цикъла от стихотворения „Естонски живот“)
- 1999 – Награда за поезия „Юхан Лийви“ (за стихотворението „И все още това чувство“)
- 2001 – Годишна литературна награда на Естонския културен фонд – за романа „Сънят на Ахашвер“[1][2][3]
- 2002 – Орден на Бялата звезда, IV клас
- 2003 – Стипендия „Живей и блесни“
- 2006 – Хердерова награда
- 2007 – Годишна награда на Литературния фонд на Естонския културен фонд – за романа „Чумна гробница“
- 2008 - Награда за литература AH Tammsaare – за „Чумна гробница“
- 2010 – Награда за литература на Балтийската асамблея – за сборника „Кула“ (Torn)
- 2010 – Почетно звание „Тартуски носител на културата“
- 2011 – Награда за поезия „Густав Смоук“ – за „Кула“
- 2013 – Почетен гражданин на град Тарту и Кавалер на „Голямата звезда на Тарту“
- 2015 – Награда за култура на Република Естония за житейско постижение
- 2016 – Специална стипендия на Естонската национална културна фондация